# Homer and Lisa Exchange Cross Words
"Homer and Lisa Exchange Cross Words" é o sexto episódio da 20ª Temporada de Os Simpsons. Esse episódio foi ao ar originalmente, em 16 de Novembro de 2008; e teve como convidados especiais, Will Shortz e Merl Reagle (ao lado). Esse episódio teve aproximadamente 8,52 milhões de telespectadores. Nesse episódio, Lisa desperta em si, um vício por palavras cruzadas, e Homer se aproveita disso para ganhar dinheiro em apostas.

## Sinopse
Bart e Lisa estão vendendo limonada, e quando Bart coloca um dólar em um pote de vidro; quase todos da cidade vão na barraquinha de limonada. Homer, que estava caminhando com o Ajudante do Papai Noel, também quer limonada, mas Bart não deixa, pois "só aceitam dinheiro"; o que faz Homer ir ao Bar do Moe (mas ele vai de bicicleta, pois o carro não funcionava). No bar do Moe, todos querem ver Edna Krabappel terminar com Skinner, mas ela não consegue. Quando Edna anuncia que vai pagar uma cerveja para quem terminar com Skinner por ela, Homer logo termina o relacionamento dos dois, sem que ninguém saia furioso. Impressionado com o "talento" de Homer, Lenny pede que ele termine o seu relacionamento com Doreen. Homer logo termina o relacionamento dos dois sem magoar ninguém.
Enquanto isso, a barraquinha de limonada de Bart e Lisa foi fechada, devido ao fato de nenhum dos dois ter licença para vender limonada. No departamento de licenças, todos estão esperando que o atendente os atenda, mas o atendente diz que só vai trabalhar quando acabar de resolver as palavras cruzadas. Lisa se oferece para ajudá-lo, e acaba o jogo em pouco tempo. Todos comemoram o fato de Lisa ter os ajudado com as licenças. Em casa, Homer recebe a ligação de Grady (ver Três gays no Condomínio), pedindo para terminar a relação dele com Júlio. Lisa começa a viciar em palavras cruzadas, e as faz em todos os momentos e em todos os lugares. Homer termina o relacionamento de Grady e Júlio. Na Escola, Lisa transforma o campo de amarelinha, em um monte de palavras cruzadas. O Superintendente Chalmers reclama com Lisa, que diz gostar do jogo. Então ele a convida a participar da competição estadual de palavras cruzadas.
De noite, Marge não gosta do trabalho de Homer, ao acabar com relacionamentos. Logo em seguida, Homer tem um pesadelo sobre o seu ramo de acabar com relacionamentos, e decide sair do negócio. No dia seguinte, Lisa participa do concurso estadual de palavras cruzadas. Homer acaba descobrindo que no bar do local, todos fazem apostas; e ele aproveita para apostar em Lisa. Lisa começa a ganhar todas, e Homer ganha também (o dinheiro). Em uma partida, Homer começa a apostar contra Lisa. Na competição final: Gil Gunderson X Lisa Simpson, Homer aposta contra Lisa, que perde ao ser enganada por Gil. No dia seguinte, Lisa percebe que Homer fez algumas alterações caras em si mesmo. Homer acaba confessando que ganhou dinheiro apostando contra ela; e desde então, Lisa decide se chamar de Lisa Bouvier (o sobrenome de Marge) e passa a fazer de conta que Homer não existe.
Quando Marge incentiva Lisa a resolver um jogo de palavras cruzadas no New York Times, Lisa acaba encontrando uma mensagem que diz que Homer se arrepende das apostas. Lisa descobre que as mensagens de Homer foram colocadas pelo editor de palavras cruzadas do jornal, Will Shortz e pelo criador delas, Merl Reagle. Lisa agradece o amor de Homer, e descobre que havia mais uma mensagem de amor escondida. Lisa abraça Homer.

## Recepção
O episódio teve aproximadamente 8,52 milhões de telespectadores. Após isso, "os Simpsons" foram um dos programas de TV mais assistidos na FOX, se igualando à Family Guy, com o mesmo número de telespectadores.